# Марк Лівій Друз (цензор)
Марк Лівій Друз (155—109 роки до н. е.) — політичний, держжавний та військовий діяч Римської республіки, консул 112 року до н. е., цензор 109 року до н. е., прихильник оптиматів.

## Життєпис
Походив з плебейського роду Лівіїв. Син Гая Лівія Друза, консула 147 року до н. е. Про молоді роки його мало відомостей.
У 122 році до н. е. обрано народним трибуном. На цій посаді захищав інтереси сенату, був політичним противником реформ Гая Гракха. Щоб перетягнути на бік сенату прихильників народного трибуна Гракха, Друз запропонував низку ще радикальніших, та популістських законопроєктів стосовно заборони тілесних покарань для латинських громадян навіть під час військової служби, звільнення одержувачів земельних наділів від усіх податків, заснування 12-ти нових колоній. Завдяки успіху своєї політики отримав прізвисько «заступника сенату».
У 115 році до н. е. став претором, а у 112 році до н. е. його обрано консулом разом з Луцієм Кальпурнієм Пізоном Цезоніном. У 111—110 роках займав посаду проконсула Македонії, де успішно воював з племенем скордисків, спочатку відбивши їхні напади, а потім вдерся на їхню території й змусив відійти з Фракії за Дунай. За це Друз отримав тріумф.
У 109 році до н. е. його обрано цензором разом з Марком Емілієм Скавром. Незабаром будучи на посаді помер.

## Сім'я
Дружина — Корнелія.
Діти:
- Мамерк Емілій Лепід Лівіан, консул 77 року до н. е.
- Марк Лівій Друз Молодший, народний трибун 91 року до н. е.
- Лівія Друза, дружина Квінта Сервілія Цепіона Молодшого